# Alejandro Bertrand Huillard

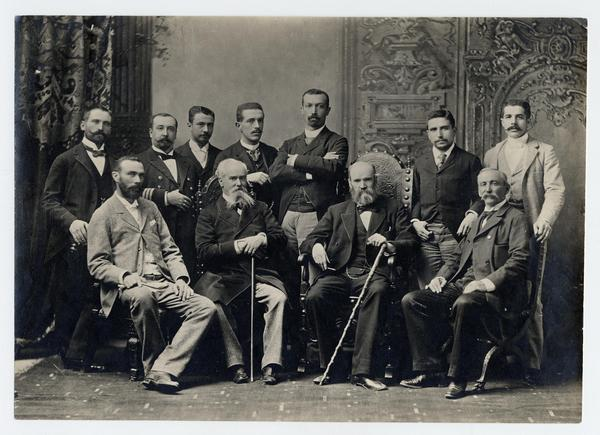
Comisión de la Patagonia en 1880, sentados :Alejandro Bertrand H. (Chile), Octavio Pico (Argentina), Diego Barros Arana, Julio U. Díaz (Argentina); de pie: Fernando Dosset (Argentina), Vicente Merino Jarpa (Chile), y otros. Cortesía de la Biblioteca Nacional Digital de Chile.

Alejandro Bertrand Huillard (Santiago, 17 de diciembre de 1854 - Ib., 1942) fue un ingeniero y geógrafo chileno, autor de numerosos estudios y mapas de Chile durante fines del siglo XIX y comienzos del siglo XX. 
En 1868 se incorporó al Instituto Nacional, lugar donde desarrolló sus estudios en matemáticas que le permitieron ingresar a la carrera de Ingeniería en la Universidad de Chile. Diez años después se recibió como ingeniero geográfico, ingeniero civil e ingeniero en minas.
Fue nombrado profesor de dibujo lineal en el Instituto Nacional General José Miguel Carrera y Jefe de la Sección de Planos de la Oficina de Hidrográfica, en donde elaboró informes y mapas de Tacna, Arica y Tarapacá y trazó los límites fronterizos de Chile. Además, en su condición de ingeniero, fue designado fiscal de la propaganda salitrera donde evaluó el desarrollo de la industria salitrera en el norte del país.
Como geógrafo realizó planos catastrales para las ciudades de Santiago y Valparaíso. Asimismo, tuvo a su cargo el trazado de la línea férrea que unió Renaico, Victoria y la ciudad de Temuco.
Su amplia experiencia le permitió tomar el puesto de Ingeniero Primero de la Comisión de Límites, siendo comisionado por el gobierno para especializarse en Europa en planos topográficos.
A su regreso, en 1895 sucedió en el Ministerio de Obras Públicas a Domingo Santa María.
En 1898, durante el Gobierno de Federico Errázurriz, fue llamado a asesorar a la legación chilena ante el gobierno británico a raíz de los litigios fronterizos entre Argentina, Bolivia y Perú.
Pese a que su trabajo estuvo mayormente relacionado con la fiscalización salitrera su legado más relevante son sus estudios geográficos, que permitieron establecer diferentes políticas públicas relacionadas tanto con la demarcación fronteriza como con la modernización del país.